# Birmingham (Iowa)
Pour les articles homonymes, voir Birmingham (homonymie).
Birmingham est une ville du comté de Van Buren, en Iowa, aux États-Unis. Elle est incorporée le 20 mai 1856. 

## Source de la traduction
- (en) Cet article est partiellement ou en totalité issu de l’article de Wikipédia en anglais intitulé « Birmingham, Iowa » (voir la liste des auteurs).